# 四絲深巨口魚
四絲深巨口魚（学名：Bathophilus kingi）为輻鰭魚綱巨口鱼目巨口鱼科的其中一種。分布于中西太平洋的巴布亞紐幾內亞海域，為深海魚類，棲息深度1-1100公尺，體長可達12.5公分。

## 扩展阅读
維基物種上的相關：四絲深巨口魚